# Port lotniczy Tires
Port lotniczy Tires – port lotniczy położony w mieście Cascais (Portugalia). Obsługuje połączenia krajowe.

## Linie lotnicze i połączenia
| Linia Lotnicza | Kierunek                                      |
| -------------- | --------------------------------------------- |
| Sevenair       | 1. Bragança 2. Portimão 3. Viseu 4. Vila Real |